# Orelsko-kromská operace
Orelsko-kromská operace (rusky Орловско-Кромская операция) byla akce rudoarmějců (11. října – 18. listopadu 1919) během občanské války, která pomohla zastavit generála Děnikina.

## Situace před operací
Díky bílým ozbrojeným silám jižního Ruska byla Rudá armáda demoralizována a bílým se podařilo postoupit k městům Orel a Voroněž. Revoluční vojenská rada RSFSR narychlo uzavřela příměří s Poláky a Symonem Petljurou. Do bojů s bílými na západě byli nasazeni i lotyšští střelci.

## První fáze (11.–16. říjen)
Protože Rudá armáda ztratila Dmitrijevsk, musela se soustředit v oblasti Karačeva a Chotynce. Vzhledem k rychlému nástupu dobrovolnické armády se rozhodlo sovětské velení urychlit zahájení ofenzívy.
Dne 11. října byl útok v oblasti Turiščeva (60 km jihozápadně od Orlu), ale postup byl značně pomalý, jen obtížně odvracel nepřátelské síly.
Generál Kutěpov byl navíc podpořen 1. pěší divizí, takže se mu 13. října podařilo dobýt Orel. Následující den se je Rudoarmějci neúspěšně pokusili dobýt. Rudá armáda utrpěla těžké ztráty, byla zde reálná hrozba ztráty Tuly, kterou měla v držení. Dne 15. října dobyla Rudá armáda Kromy, bílí byli nuceni zastavit útok na Tulu.

## Druhá fáze (17.–21. říjen)
Dne 17. října přišla naděje, že bílí dobyjí Kromy, ale kvůli velkým ztrátám byli opět nuceni ustoupit. Mezitím se rudá 3. pěší armáda spolu s estonskými divizemi vydala směrem na Orel, ale tento postup byl velmi pomalý. Přitom se jí povedlo dobýt Sevsk. Bělogvardějci se pokusili dobýt Novosil, ale pokus selhal.
Bílí začali postupně ztrácet iniciativu a rozhodli se opustit Orel. V noci z 19. na 20. října dorazili rudí k městu a odpoledne je dobyli.
Bílí počítali s tím, že opuštění Orlu je jen dočasný taktický bod, protože Orel byl záchytným bodem v útoku na Moskvu. Opuštění města však znamenalo obrat nejen v celé bitvě, ale s trochou nadsázky i v celé válce.

## Třetí fáze (22.–26. říjen)
Poté, co bílí ustoupili od Orlu, se rozhodli vydržet za každou cenu. Dne 21. října došlo k bitvám u řeky Stiš a Dmitrovsku. Lotyšští střelci udrželi stanici Stiš několik hodin, ale poté se museli stáhnout.
U Dmitrovsku však bílí tak úspěšní nebyli. Dne 25. října však generál Kutěpov nařídil svým vojskům přejít do útoku. Rudoarmějci však byli početnější, proto útok pohořel. Lotyšští střelci mezitím opět dobyli Stiš.

## Čtvrtá fáze (27. říjen–18. listopad)
Po 27. říjnu přešli bílí do defenzivy a od té doby už jen ustupovali. Dne 18. listopadu se všechny bílé síly u Orlu vzdaly.
Poražením bílých byla dosažena skutečnost, že útok na Moskvu již nebyl realizovatelný. Rudé velení navíc plánovalo bílé obklíčit a rozdrtit, toho však již nedosáhlo.